# Plutino
Trong thiên văn học, plutino là một nhóm động học các Thiên thể bên ngoài Sao Hải Vương ở vùng ngoài cùng của Hệ Mặt Trời mà có quỹ đạo cộng hưởng chuyển động trung bình 2:3 với Sao Hải Vương. Điều này có nghĩa là với mỗi hai quỹ đạo mà plutino đi được thì Sao Hải Vương sẽ quay ba lần. Hành tinh lùn Sao Diêm Vương là thành viên lớn nhất và có cùng tên với nhóm này. Plutino được đặt tên theo các sinh vật thần thoại có liên hệ với địa ngục.
Plutino hình thành nên phần bên trong của Vành đai Kuiper và đại diện cho khoảng một phần tư các thiên thể trong vành đai Kuiper belt đã biết. Chúng là nhóm các thiên thể ngoài Sao Hải Vương cộng hưởng lớn nhất. Ngoài bản thân Sao Diêm Vương ra thì plutino đầu tiên (385185) 1993 RO được phát hiện vào ngày 16 tháng 9 năm 1993.

## Quỹ đạo

Một số những plutino đầu tiên được phát hiện, so sánh qua kích cỡ, Suất phản chiếu và màu sắc